# リゴベール・ソング
リゴベール・ソング・バアナグ（Rigobert Song Bahanag, 1976年7月1日 - ）は、カメルーン・ヌカンリコック出身の元同国代表サッカー選手、現サッカー指導者。現役時代のポジションはディフェンダー（センターバック及び右サイドバック）。現在は中央アフリカ代表の監督を務めている。

## クラブ歴

### 初期
FCメスでは1996年のクープ・ドゥ・ラ・リーグ優勝に貢献。1998年には、セリエAに昇格したUSサレルニターナ1919へ移籍する。

### リヴァプール
1999年1月、2.7百万ポンドの移籍金でプレミアリーグのリヴァプールFCに加入。クラブ初のカメルーン人選手として、アウェーのコヴェントリー・シティFC戦でリーグデビューとなった。1999-00シーズンはアフリカネイションズカップ参加のため3か月間クラブから離脱するなど、ポジションを確立できなかった。2000年夏にはジェラール・ウリエ監督がシドニー・オリンピックへの派遣を拒否するなど、戦力として数えられていた。翌シーズンはマルクス・バッベルやクリスティアン・ツィーゲらの加入もあり、開幕3か月で4試合の途中出場に止まる。2000年9月23日のサンダーランドAFC戦がレッズでの最後の出場となった。同クラブでは公式戦38試合に出場した。

### ウェストハム
同年11月、ハリー・レドナップ率いるウェストハム・ユナイテッドFCに移籍。先に売却したリオ・ファーディナンドの後釜として、2.5百万ポンドの移籍金で加入した。29日のリーグカップ、ブーリン・グラウンドにシェフィールド・ウェンズデイFCを迎えた一戦で移籍後初出場となった。2001-02シーズンよりグレン・ローダーが新監督に就任すると不遇を託ち、11月に1.FCケルンへ期限付き移籍することとなった。約1年間の在籍で27試合出場無得点。ハマーズでの最終戦は0-5と大敗したエヴァートンFCとのリーグ戦となった。

### ケルン、RCランス
2011年11月、ブンデスリーガで下位に喘ぐ1.FCケルンにシーズン終了までのローンで加入。加入後はアフリカネイションズカップ2002での離脱を除き全試合で先発したが、クラブは2部降格となった。2002-03シーズンよりRCランスへ移籍し、フランスへ舞い戻る。

### トルコ時代
2004-05シーズンより、スュペル・リグのガラタサライSKへ1.5百万米ドルの移籍金で加入する。クロアチア代表スティエパン・トマスとセンターバックのコンビを組み強固な守備陣を形成。テュルキエ・クパス優勝や翌シーズンのリーグ制覇に貢献した。2007年2月18日に行われたガズィアンテプスポルとの試合中、エリック・ヘーレツ監督と口論となる。後に謝罪したが、出場機会は減少した。2007-08シーズンよりカール＝ハインツ・フェルトカンプが指揮官に就任するとポジションを奪還し、新たにキャプテンに任命される。アフリカネイションズカップ2008から戻ると、自身の負傷に加えエムレ・ギュンギョルやセルヴェト・チェティンらの台頭によりベンチを温めたが、クラブは16度目のリーグ優勝を達成した。
2008-09シーズンより、トラブゾンスポルと2年契約を締結。28試合に出場しカードを一切受けなかったが、2009年4月にエルスン・ヤナルが辞任するとポジションを失う。12月に新監督として招聘されたシェノル・ギュネシュの下ではキャプテンを務め、2009-10シーズンのリーグカップを獲得した。同クラブのサポーターからは「Büyük Şef」（偉大なキャプテン）と称された。

## 代表歴

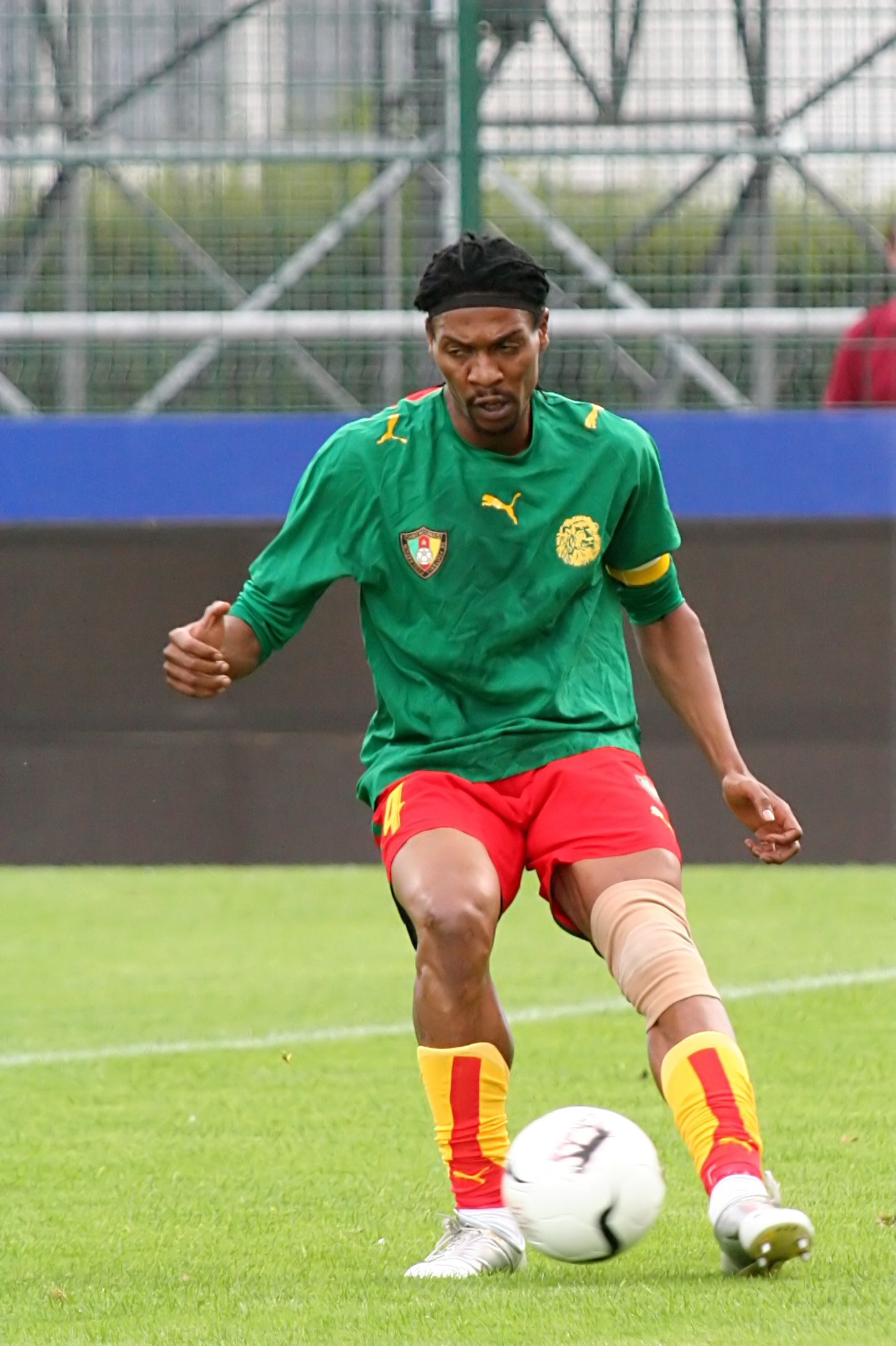
ギニアとの親善試合（2006年）

1993年にメキシコとの親善試合でカメルーン代表デビュー。以後キープレーヤーとして18年に亘ってプレーし、アンリ・ミシェルにより1994年アメリカ大会に招集されて以降、1998年フランス大会、2002年日韓大会、2010年南アフリカ大会と、4度のワールドカップに出場した。
17歳当時にアメリカW杯で受けた退場処分は大会最年少記録であり、フランスW杯では大会史上初めて2大会連続でレッドカードを提示される。2つのワールドカップで退場となったのは、他にジネディーヌ・ジダンのみである。また、アメリカW杯でキャプテンを務めたロジェ・ミラとの24年42日というチーム内年齢差は、大会における歴代最大記録である。
アフリカネイションズカップでは、キャプテンとして2000年大会から2連覇を達成。計8大会への参加や、5大会でのキャプテン就任、そして35試合連続の出場はいずれも大会歴代最多記録である。

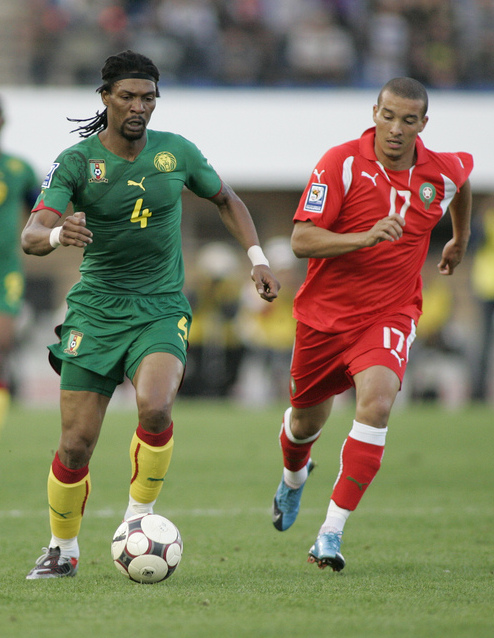
モロッコ代表ナビル・バハ（右）と（2009年）

2008年5月31日のカーボベルデ戦で先制点となる代表初ゴールを挙げ、2-0での勝利に貢献した。
2009年にポール・ル・グエンが代表監督に就任すると、サミュエル・エトオにキャプテンの座を譲る。8月12日のオーストリアとの親善試合において、ここ10年間で初めてスタメンを外れた。
2010 FIFAワールドカップでは日本との開幕戦でベンチスタートとなり、チームは本田圭佑のゴールにより0-1で敗れる。試合後、自身をはじめ年長の選手は若手主体でチームを構成するル・グエンにメンバーの再考を求めた。しかし続くデンマーク戦でも起用されず1-2で敗戦し、グループリーグ敗退が決定。オランダとのGL最終戦で、ニコラ・ヌクルとの交代で73分からピッチに立ち、W杯4大会出場を達成した。1-2で敗れ大会を終えると、8月1日に代表引退を表明した。代表でのキャップ数は137を数え、カメルーン代表の最多試合出場選手となっている。

## 指導歴
2015年10月、チャド代表の監督に就任。しかし11月のエジプト戦では不在で、結局国際サッカー連盟に正式承認されることはなかった。
2018年にはカメルーン代表の暫定監督を務める。同年10月18日、U-23カメルーン代表の監督に就任することが発表された。
2022年3月1日、トニ・コンセイソン（英語: Toni Conceição）の後任としてカメルーン代表監督への就任が発表された。
2025年1月、中央アフリカ代表の監督に就任した。

## 人物
既婚であり、2女1男を儲けている。同じくプロサッカー選手のアレクサンドル・ソングは甥。
2016年10月3日、ヤウンデの自宅で脳卒中に倒れ昏睡状態に陥った。翌日には意識を回復すると、フランスの病院に移送される。その後は快方に向かい、12月24日にはレキップのインタビューで経緯を語った。

## 代表歴

### 出場大会
- カメルーン代表
  - 1994 FIFAワールドカップ
  - 1998 FIFAワールドカップ
  - 2002 FIFAワールドカップ
  - 2010 FIFAワールドカップ

### 試合数
- 国際Aマッチ 135試合 5得点（1993年-2010年）[38]

| カメルーン代表 | 国際Aマッチ | 国際Aマッチ |
| 年             | 出場        | 得点        |
| -------------- | ----------- | ----------- |
| 1993           | 1           | 0           |
| 1994           | 5           | 0           |
| 1995           | 2           | 0           |
| 1996           | 5           | 0           |
| 1997           | 7           | 0           |
| 1998           | 12          | 1           |
| 1999           | 3           | 1           |
| 2000           | 11          | 0           |
| 2001           | 10          | 0           |
| 2002           | 15          | 0           |
| 2003           | 7           | 0           |
| 2004           | 11          | 1           |
| 2005           | 7           | 1           |
| 2006           | 7           | 0           |
| 2007           | 6           | 0           |
| 2008           | 12          | 1           |
| 2009           | 7           | 0           |
| 2010           | 6           | 0           |
| 通算           | 135         | 5           |

## タイトル
メス
- クープ・ドゥ・ラ・リーグ : 1995-96

ガラタサライ
- スュペル・リグ : 2005-06, 2007-08
- テュルキエ・クパス : 2004-05

トラブゾンスポル
- テュルキエ・クパス : 2009-10

カメルーン代表
- アフリカネイションズカップ : 2000, 2002